# François Annibal d'Estrées
François-Annibal d'Estrées, (oko 1573. – 5. svibnja 1670., Pariz, Île-de-France) vojvoda od Estréesa, (francuski: duc d'Estrées) bio je francuski vojnik i diplomat 16. i 17. stoljeća.

## Životopis
François-Annibal d'Estrées potječe iz plemićke dinastije Estrées. Najstariji je sin Antonia IV. d'Estréesa, markiza od Cœuvresa i Françoise Babou de La Bourdaisière, te brat Gabrielle d'Estrées
, ljubavnice Henrika IV.
François-Annibal, iako najstariji sin Antoinea IV., bio je predodređen da prihvati crkvenu karijeru, tako da je od 1594. do 1596. bio grof-biskup u Noyonu. Smrt njegovog mlađeg brata, François-Louisa, vikonta od Ceuvresa, natjerala ga je da napusti crkvenu karijeru i usmjerila ga prema oružju. 

## Vojna karijera
Pošto je od rane mladosti preferirao vojnu karijeru, nakon smrti mlađeg brata, pridružio se vojsci kao markiz de Coeuvres gdje je vrlo brzo uznpredovao do čina general-pukovnika. 
1614. godine, u službi Marije de Medici, regentice kraljevine u vrijeme dok je njezin sin Luj XIII. još bio maloljetan, poslan je kao posrednik u rješavanju sukoba između vojvoda od Savoje Viktoria Amedea I. i Mantove - Ferdinanda od Mantove zatim je,  prije povratka u Francusku, poslan u Veneciju.
Tijekom talijanskog rata, koji je bio epizoda Tridesetogodišnjeg rata, 26. studenog 1624. godine je bio na čelu 10 četa pukovnija Normandy i Vaubécourt, 6 četa pukovnije Estrées te švicarskih pukovnija Diesbach, Schmidt i Siders. Tada je napustio Chur da bi oslobodio Valtellinu, dolinu u lombardijskom dijelu Italije, a sve na štetu pape Urbana VIII. i Španjolske koja je tada bila sudionicom rata.
1626. godine kralj Luj XIII. uzdignuo ga je na dostojanstvo maršala Francuske. Kao maršal Francuske pobijedio je u bitci kod Cabuissona i bitci kod Nîmesa gdje je pobijedio protestantsku vojsku. Pobjednikom izlazi i iz opsade Trevesa, po povratku iz koje je primljen u kraljevski viteški red.

## Prelazak u diplomaciju
Nakon vojne karijere postao je diplomat. Od 1612. do 1622 bio je redovni veleposlanik da bi od 1624. bio izvanredni veleposlanik u Švicarskoj, Veneciji i Rimu (igrao je značajnu ulogu u izboru Grgura XV.). 15. prosinca 1663. godine imenovan je izvanrednim veleposlanikom u Rimu, gdje će ostati do 1641. godine., te guvernerom Ile de Francea.
Francuski povjesničar Gédéon Tallemant des Réaux, inače François-Annibalov suvremenik, ga ne opisuje na baš pozitivan način.

## Povezanost s likerom Chartreuse
Pored uspješne vojne i diplmatske karijere, u povijesti je ostao poznat što je 1605. dao kartuzijanskim redovnicima Chartreuse de Vauvert u Parizu rukopis koji je otkrivao formulu eliksira dugog života, čije podrijetlo originala je ostalo nepoznato, ali odgovara podrijetlu likera zvanog Chartreuse.

## Brakovi i potomstvo
Prvi put se oženio 4. travnja 1622. s Marie de Béthune (1602-1628) u dvorcu Moussy-le-Vieux, i s njom je imao dvoje djece:
- François-Annibal II. d'Estrées,[10] vojvoda od Estréesa,
- Jean II. d'Estrées,[11] Maršal Francuske,
- César d'Estrées,[12] biskup-vojvoda od Laona i kardinal. Upravo je on, 1657. godine, posvetio crkvu Saint-Montain La Fère u Aisni, u nazočnosti Luja XIV., kraljice majke Ane od Austrije, kardinala Mazarina i mnogih drugih velikodostojanika.

Nakon smrti Marie de Béthune, oženio je 18. travnja 1634. u Le Mesnil-Saint-Denis, Anne Habert de Montmort (umrla 1661.), inače sestru Henrija Louisa Haberta de Montmora, s kojom dobiva :
- Louis d'Estrées[14] (1. prosinca 1637., ubijen 1656. u akciji ispred Valenciennesa),
- Christine d'Estrées[15] umrla 18. prosinca 1658. - u Soissonsu.

Njegov posljednji brak s Gabrielle de Longueval (umrla 1687.), koji je trajao od 25. srpnja 1663. do njegove smrti, bio je bez potomstva.

## Smrt
Preminuo je u Parizu 5. svibnja 1670. Tijelo mu je dovezeno u Soissons i pokopano u crkvi samostana Feuillants, koju je sagradio kako bi postala obiteljska grobnica u kojoj je sahranjen zajedno s Anne Habert de Montmort, drugom suprugom.

## Nastavak tradicije
Njegov sin Jean II. d'Estrées također će biti imenovan maršalom Francuske 1681. godine, kao i Jeanov sin Victor Marie d'Estrées koji je uzdignut na to dostojanstvo 1703. godine.